# امیر (عنوان)

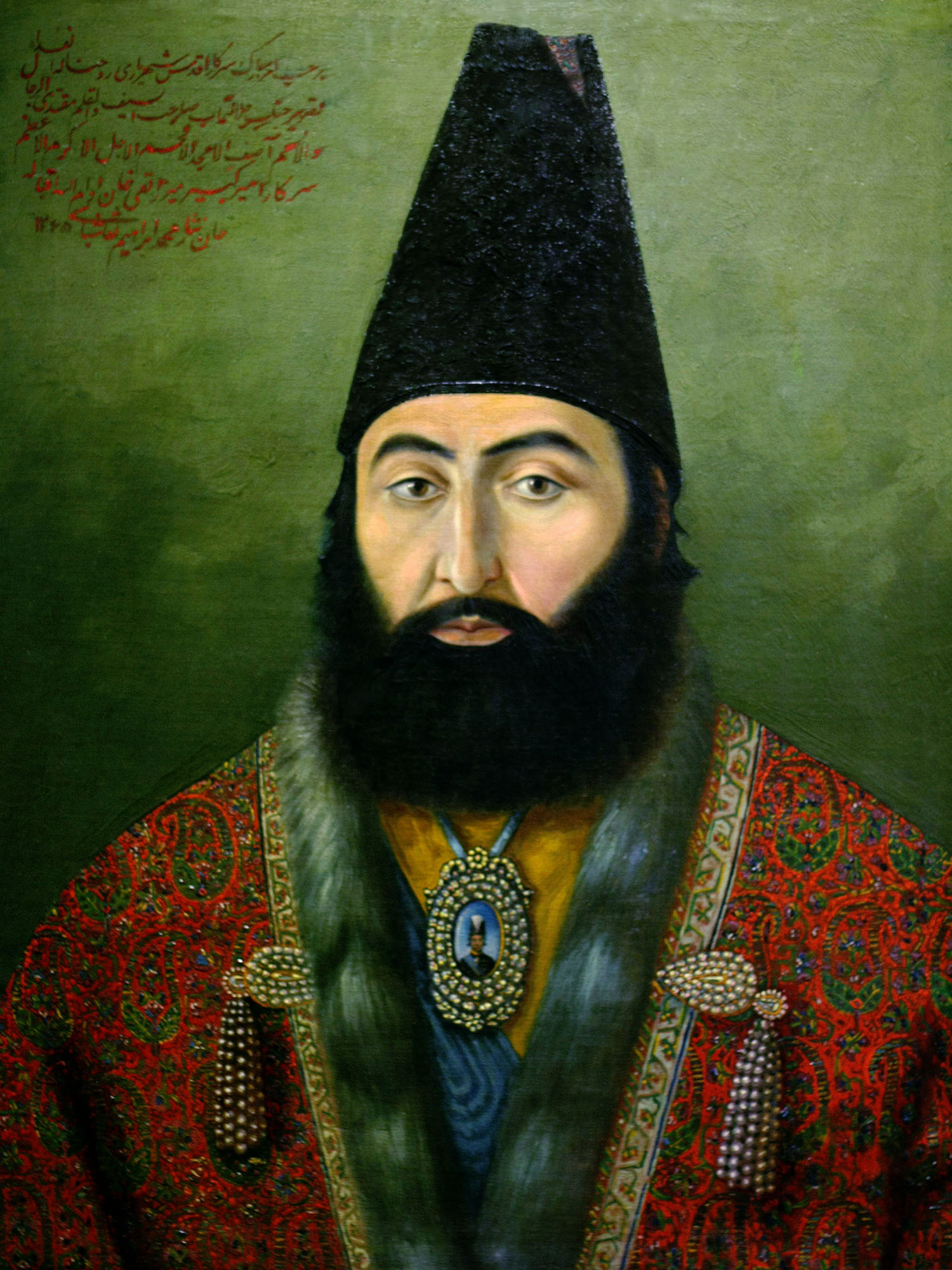
امیر کبیر

امیر (عربی: أمیر) عنوانی است که در کشورهای عربی و فارسی‌زبان به برخی از مقام‌ها گفته می‌شود. 
در دوره سامانی، عنوان «امیر» به فرمانروای مطلق این سلسله استفاده می‌شد. امیر اسماعیل سامانی (۸۴۹ - ۹۰۷ میلادی)، دومین حاکم سلسله سامانیان (۸۱۹ - ۹۹۹ میلادی)، عنوان «امیر» را برای حاکمان سلسله خود برگزید و از استفاده از القابی چون «پادشاه» دوری می جست.
در ارتش کنونی ایران برای مقام سرتیپ دوم به بالاتر از عنوان امیر استفاده می‌شود. در تاریخ ایران از این کلمه در دربار هم استفاده می‌شده‌است مثل امیر کبیر یا امیر الامرا.